# 15e étape du Tour d'Italie 2011
Pour un article plus général, voir Tour d'Italie 2011.
La 15e étape du Tour d'Italie 2011 s'est déroulée le dimanche 22 mai 2011. Conegliano est la ville de départ, et Gardeccia/Val di Fassa le lieu d'arrivée. Il s'agit d'une étape de haute-montagne longue de 229 km et parmi les plus difficiles de ces dernières années. Elle a lieu le jour avant la deuxième journée de repos.
L'Espagnol Mikel Nieve (Euskaltel-Euskadi) remporte cette étape en solitaire. L'Espagnol Alberto Contador (Saxo Bank-SunGard) conserve le maillot rose de leader,.

## Côtes
| Premier   | Emanuele Sella        | 15 pts |
| Deuxième  | Johnny Hoogerland     | 9 pts  |
| Troisième | Yaroslav Popovych     | 5 pts  |
| Quatrième | Kevin Seeldraeyers    | 3 pts  |
| Cinquième | Javier Aramendia      | 2 pts  |
| Sixième   | Aliaksandr Kuschynski | 1 pts  |

| Premier   | Stefano Garzelli  | 9 pts |
| Deuxième  | Emanuele Sella    | 5 pts |
| Troisième | Johnny Hoogerland | 3 pts |
| Quatrième | Jan Bakelandts    | 2 pts |
| Cinquième | Johann Tschopp    | 1 pts |

| Premier   | Stefano Garzelli   | 21 pts |
| Deuxième  | Mikel Nieve        | 15 pts |
| Troisième | Johnny Hoogerland  | 9 pts  |
| Quatrième | Danilo Di Luca     | 5 pts  |
| Cinquième | Kevin Seeldraeyers | 3 pts  |
| Sixième   | Jan Bakelandts     | 2 pts  |
| Septième  | Philip Deignan     | 1 pts  |

| Premier   | Stefano Garzelli   | 15 pts |
| Deuxième  | Mikel Nieve        | 9 pts  |
| Troisième | Jan Bakelandts     | 5 pts  |
| Quatrième | Emanuele Sella     | 3 pts  |
| Cinquième | Kevin Seeldraeyers | 2 pts  |
| Sixième   | José Rujano        | 1 pts  |

- 5. Côte de Gardeccia, 1re catégorie (kilomètre 229,0 – Arrivée)

| Premier   | Mikel Nieve           | 15 pts |
| Deuxième  | Stefano Garzelli      | 9 pts  |
| Troisième | Alberto Contador[n 1] | 5 pts  |
| Quatrième | Michele Scarponi      | 3 pts  |
| Cinquième | John Gadret           | 2 pts  |
| Sixième   | José Rujano           | 1 pts  |

## Sprint volant
- Sprint volant à Rocca Pietore (kilomètre 190,4)

| Premier   | Stefano Garzelli   | 5 pts |
| Deuxième  | Jan Bakelandts     | 4 pts |
| Troisième | Mikel Nieve        | 3 pt  |
| Quatrième | Kevin Seeldraeyers | 2 pts |
| Cinquième | Emanuele Sella     | 1 pts |

## Classement de l'étape
|    | Coureur           | Pays      | Équipe                  |    | Temps           |
| -- | ----------------- | --------- | ----------------------- | -- | --------------- |
| 1  | Mikel Nieve       | Espagne   | Euskaltel-Euskadi       | en | 7 h 27 min 14 s |
| 2  | Stefano Garzelli  | Italie    | Acqua & Sapone          | +  | 1 min 41 s      |
|    | Alberto Contador  | Espagne   | Saxo Bank-SunGard       |    | 1 min 51 s      |
| 4  | Michele Scarponi  | Italie    | Lampre-ISD              |    | 1 min 57 s      |
| 5  | John Gadret       | France    | AG2R La Mondiale        |    | 2 min 28 s      |
| 6  | José Rujano       | Venezuela | Androni Giocattoli-CIPI |    | 2 min 35 s      |
| 7  | Vincenzo Nibali   | Italie    | Liquigas-Cannondale     |    | 3 min 34 s      |
| 8  | Joaquim Rodríguez | Espagne   | Team Katusha            |    | 3 min 34 s      |
| 9  | Roman Kreuziger   | Tchéquie  | Astana                  |    | 4 min 01 s      |
| 10 | Steven Kruijswijk | Pays-Bas  | Rabobank                |    | 4 min 13 s      |

## Classement général
|    | Coureur           | Pays      | Équipe                  |    | Temps            |
| -- | ----------------- | --------- | ----------------------- | -- | ---------------- |
|    | Alberto Contador  | Espagne   | Saxo Bank-SunGard       | en | 62 h 14 min 42 s |
| 1  | Michele Scarponi  | Italie    | Lampre-ISD              | en | 62 h 19 min 2 s  |
| 2  | Vincenzo Nibali   | Italie    | Liquigas-Cannondale     |    | 51 s             |
| 3  | John Gadret       | France    | AG2R La Mondiale        |    | 1 min 48 s       |
| 4  | Mikel Nieve       | Espagne   | Euskaltel-Euskadi       |    | 2 min 43 s       |
| 5  | José Rujano       | Venezuela | Androni Giocattoli-CIPI |    | 4 min 19 s       |
| 6  | Denis Menchov     | Russie    | Geox-TMC                |    | 4 min 26 s       |
| 7  | Roman Kreuziger   | Tchéquie  | Astana                  |    | 4 min 38 s       |
| 8  | Joaquim Rodríguez | Espagne   | Team Katusha            |    | 5 min 0 s        |
| 9  | David Arroyo      | Espagne   | Movistar                |    | 5 min 10 s       |
| 10 | Igor Antón        | Espagne   | Euskaltel-Euskadi       |    | 5 min 17 s       |

## Classements annexes

### Classement par points
|   | Cycliste         | Équipe              | Points  |
| - | ---------------- | ------------------- | ------- |
| 1 | Alberto Contador | Saxo Bank-SunGard   | 133 pts |
| 1 | Michele Scarponi | Lampre-ISD          | 87 pts  |
| 3 | Vincenzo Nibali  | Liquigas-Cannondale | 75 pts  |

### Classement du meilleur grimpeur
|   | Cycliste         | Équipe            | Points |
| - | ---------------- | ----------------- | ------ |
| 1 | Stefano Garzelli | Acqua & Sapone    | 62 pts |
| 2 | Mikel Nieve      | Euskaltel-Euskadi | 39 pts |
| 3 | Alberto Contador | Saxo Bank-SunGard | 38 pts |

### Classement du meilleur jeune
| Cycliste          | Équipe             | Temps | Temps            |
| ----------------- | ------------------ | ----- | ---------------- |
| Roman Kreuziger   | Astana             | en    | 62 h 23 min 40 s |
| Steven Kruijswijk | Rabobank           | +     | 2 min 16 s       |
| Jan Bakelandts    | Omega Pharma-Lotto |       | 24 min 46 s      |

### Classement par équipes aux temps
| Équipe           | Temps | Temps           |
| ---------------- | ----- | --------------- |
| Astana           | en    | 187 h 1 min 7 s |
| Movistar         | +     | 3 min 40 s      |
| AG2R La Mondiale |       | 8 min 30 s      |

### Classement par équipes aux points
| Équipe                  | Points  |
| ----------------------- | ------- |
| Lampre-ISD              | 265 pts |
| Androni Giocattoli-CIPI | 261 pts |
| AG2R La Mondiale        | 205 pts |

## Abandons
- Manuel Cardoso (Team RadioShack) : abandon
- Robert Hunter (Team RadioShack) : non-partant
- Brett Lancaster (Garmin-Cervélo) : abandon
- Marco Marzano (Lampre-ISD) : abandon
- Juan José Oroz (Euskaltel-Euskadi) : abandon
- Domenico Pozzovivo (Colnago-CSF Inox) : abandon